# Wiestalstausee
Wiestalstausee är en reservoar i Österrike.   Den ligger i förbundslandet Salzburg, i den centrala delen av landet, 240 km väster om huvudstaden Wien. Wiestalstausee ligger 612 meter över havet.
I omgivningarna runt Wiestalstausee växer i huvudsak blandskog. Runt Wiestalstausee är det ganska tätbefolkat, med 139 invånare per kvadratkilometer.